# Mihai Roman (voetballer, 1984)
Mihai Roman (Suceava, 16 oktober 1984) is een Roemeens profvoetballer die als middenvelder of buitenste aanvaller speelt.

## Spelersloopbaan
Roman brak door bij kleinere clubs voor hij in 2007 bij FC Brașov kwam. In 2010 werd hij gecontracteerd door Rapid Boekarest en sinds 2013 speelt hij in Frankrijk voor Toulouse FC. Daar kwam hij weinig aan spelen toe en sinds 2014 komt hij voornamelijk uit voor het tweede team dat uitkomt in de CFA 2. In 2016 liep zijn contract af en ging hij voor FC Botoșani spelen. In 2018 ging hij naar FCSB. In het seizoen 2019/20 speelt hij op huurbasis wederom voor Botoșani.

## Interlandcarrière
Op 12 augustus 2009 debuteerde Roman voor het Roemeens voetbalelftal in een vriendschappelijke uitwedstrijd tegen Hongarije als invaller voor Bogdan Mara.